# 14 Близнецов
14 Близнецов (лат. 14 Geminorum, HD 44974) — одиночная звезда в созвездии Близнецов на расстоянии приблизительно 456 световых лет (около 140 парсеков) от Солнца. Видимая звёздная величина звезды — +6,53m.

## Характеристики
14 Близнецов — жёлтая звезда спектрального класса G5. Радиус — около 6,84 солнечных, светимость — около 37,61 солнечных. Эффективная температура — около 5127 К.